# Konveksni in konkavni mnogokotnik
Vbočeni in izbočeni mnogokotnik (tudi konkavni in konveksni poligon) je mnogokotnik, ki je konveksen (izbočen) ali konkaven (vbočen).

## Izbočeni mnogokotnik
Izbočeni mnogokotnik je enostaven mnogokotnik, katerega notranjost je konveksna množica.
Značilnosti izbočenega mnogokotnika 
- vsak notranji kot je manjši ali enak 180 stopinj
- vsaka daljica med dvema ogliščema je znotraj ali na robu mnogokotnika

Rečemo tudi, da je mnogokotnik strogo izbočen (strogo konveksen), če je vsak notranji kot manjši od 180° ali če je vsaka daljica med dvema nesosednjima ogliščema znotraj mnogokotnika.
Vsak izrojen trikotnik je strogo izbočen.  

## Vbočeni mnogokotnik
Enostaven mnogokotnik, ki ni izbočen je vbočen. Vbočen mnogokotnik ima vedno notranji kot, ki je večji od 180°.
Vedno pa lahko vbočen mnogokotnik razdelimo na množico izbočenih mnogokotnikov.